# Cleistochlamys kirkii
Cleistochlamys kirkii (Benth.) Oliv. – gatunek rośliny z monotypowego rodzaju Cleistochlamys w obrębie rodziny flaszowcowatych (Annonaceae Juss.). Występuje naturalnie w Afryce Wschodniej – Tanzanii, Mozambiku, Malawi, Zambii, Zimbabwe oraz Botswanie. 

## Morfologia
PokrójZimozielone drzewo lub krzew dorastające do 2–9 m wysokości. Kora ma bladoszarą barwę.
LiścieNaprzemianległe, pojedyncze. Mają kształt od podłużnego do odwrotnie jajowatego lub lancetowatego. Mierzą 6–11 cm długości oraz 2–3,5 cm szerokości. Ogonek liściowy jest nagi i dorasta do 2–5 mm długości.
KwiatyObupłciowe, pojedyncze, mają regularny kształt. Rozwijają się w kątach pędów. Dorastają do 12 mm średnicy. Mają kremową lub białą barwę. Mają 3 prawie takie same działki kielicha o trójkątnym kształcie i długości 3 mm. Płatków jest 6, ułożone w dwóch okółkach, są skórzaste, mają białą barwę i kształt od odwrotnie owalnego do podłużnego, osiągają do 5–6 mm długości. Kwiaty mają 30–40 pręcików z pylnikami otwierającymi się na zewnątrz oraz 6–10 wolnych słupków o jajowatym kształcie i długości 1–5 mm. Podsadki są zagnieżdżone, mają brązowoczerwonawą barwę.
OwoceNiepękające i soczyste owoce zebrane po 2–10 tworząc owoc zbiorowy. Mają cylindryczny kształt. Osiągają 2,5 cm długości i 1 cm szerokości. Mają purpurowoczarną barwę. Każdy owoc zawiera po jednym nasionie.

## Biologia i ekologia
Rośnie w zaroślach, na suchym podłożu. Występuje na wysokości do 900 m n.p.m. Kwitnie od września do października, natomiast owoce pojawiają się od listopada do stycznia.